# Rocchetta Nervina
Rocchetta Nervina es una localidad y comune italiana de la provincia de Imperia, región de Liguria, con 259 habitantes.

## Evolución demográfica
| Gráfica de evolución demográfica de Rocchetta Nervina entre 1861 y 2001 |
|                                                                         |
| Fuente ISTAT - elaboración gráfica de Wikipedia                         |